# Problem Apoloniusza

Rys. 1. Przykładowe rozwiązanie problemu Apoloniusza

Rys. 2. 8 rozwiązań problemu

Problem Apoloniusza – problem matematyczny polegający na stworzeniu okręgu stycznego do trzech innych okręgów (Rys. 1). Apoloniusz z Pergi przedstawił i rozwiązał ten problem w swojej pracy Styczności (stgr. Ἐπαφαί, Epaphaí); praca ta zaginęła, jednak raport na temat jej wyników, który wykonał Pappus z Aleksandrii, przetrwał. Dla dowolnych trzech okręgów można stworzyć 8 różnych okręgów, które będą do nich styczne (Rys. 2).

## Rozwiązania problemu
Istnieje wiele różnych metod rozwiązania tego problemu:
- w XVI w. Adriaan van Roomen rozwiązał ten problem, korzystając z przecinających się hiperboli, jednak ta metoda nie korzysta jedynie z konstrukcji klasycznych;
- François Viète znalazł takie rozwiązanie problemu, korzystając z ograniczania możliwości: każdy z trzech okręgów może być zmniejszony do 0 stopni (punktu) lub powiększony do nieskończonej ilości stopni (prostej);
- skomplikowane rozwiązania zaproponowali także René Descartes i księżniczka czeska Elżbieta[2];
- później zdefiniowano metody algebraiczne, które umożliwiły zdefiniowanie problemu za pomocą równań algebraicznych.

## Typy Problemu Apoloniusza
Ogólnie rzecz biorąc, Problem Apoloniusza można zdefiniować jako problem narysowania okręgu stycznego do trzech danych elementów. W konsekwencji daje to 10 różnych typów tegoż problemu, przedstawionych poniżej:
| Indeks | Kod | Elementy                                | Liczba rozwiązań | Przykład (rozwiązanie na różowo) |
| ------ | --- | --------------------------------------- | ---------------- | -------------------------------- |
| 1      | PPP | trzy punkty                             | 1                |                                  |
| 2      | LPP | jedna prosta i dwa punkty               | 2                |                                  |
| 3      | LLP | dwie proste i jeden punkt               | 2                |                                  |
| 4      | CPP | jeden okrąg i dwa punkty                | 2                |                                  |
| 5      | LLL | trzy proste                             | 4                |                                  |
| 6      | CLP | jeden okrąg, jedna prosta i jeden punkt | 4                |                                  |
| 7      | CCP | dwa okręgi i jeden punkt                | 4                |                                  |
| 8      | CLL | okrąg i dwie proste                     | 8                |                                  |
| 9      | CCL | dwa okręgi i prosta                     | 8                |                                  |
| 10     | CCC | trzy okręgi (klasyczny problem)         | 8                |                                  |

## Literatura
- Boyd DW. The osculatory packing of a three-dimensional sphere. „Canadian J. Math.”, s. 303–322, 1973.
- Célèbres problèmes mathématiques. Paryż: Albin Michel, 1949, s. 219–226. OCLC 61042170.
- Apollonii de Tactionibus, quae supersunt, ac maxime lemmata Pappi, in hos libros Graece nunc primum edita, e codicibus manuscriptis, cum Vietae librorum Apollonii restitutione, adjectis observationibus, computationibus, ac problematis Apolloniani historia. Gothae: Ettinger, 1795. Brak numerów stron w książce
- Gisch D, Ribando JM. Apollonius’ Problem: A Study of Solutions and Their Connections. „American Journal of Undergraduate Research”, s. 15–25, 2004.
- Pappus d'Alexandrie: La collection mathématique. Paryż: 1933. OCLC 67245614. Brak numerów stron w książce
- Über die Entwicklung der Elementargeometrie im XIX. Jahrhundert. Berlin: Teubner, 1906, s. 97–105.
- The Penguin Dictionary of Curious and Interesting Geometry. Nowy Jork: Penguin Books, 1991, s. 3–5. ISBN 0-14-011813-6.